# パンプキンヘッド
『パンプキンヘッド』（原題：Pumpkinhead）は、1988年制作のアメリカ合衆国のホラー映画。伝説の悪魔“パンプキンヘッド”と、それと戦う人々の姿を描く。スタン・ウィンストンの初監督映画。シリーズ化され、全4作が制作された。

## あらすじ
田舎町で食料雑貨店を営むエドの一人息子ビリーが、山小屋へ向かうライダー一行のモトクロス競争に巻き込まれ、メンバーの一人ジョエルにはねられて死んでしまう。
復讐を決意したエドは、魔女の力を借りて村に伝わる伝説の悪魔“パンプキンヘッド”を復活させる。“パンプキンヘッド”はエドの望み通り、次々にライダー達を血祭りに上げていく。
しかしやがて、エドはそのあまりの残虐ぶりに我に返り、“パンプキンヘッド”を復活させたことを後悔し始める。そしてエドは“パンプキンヘッド”を再び眠りにつかせるため、戦いを挑む。

## キャスト
- エド：ランス・ヘンリクセン
- ジョエル：ジョン・ディアキーノ
- クリス：ジェフ・イースト
- マギー：ケリー・レムゼン
- トレイシー：シンシア・ベイン
- トム：リー・デ・ブロー
- キム：キンバリー・ロス
- スティーヴ：ジョエル・ホフマン
- メイム・ビアリク
- ブライアン・ブレマー
- ジョージ・“バック”・フラワー

## 続編
- パンプキンヘッド2（1994年）
- パンプキンヘッド 復讐の謝肉祭（2006年）
- パンプキンヘッド 禁断の血婚（2007年）